# Bistum Khammam
Das Bistum Khammam (lat.: Dioecesis Khammamensis) ist eine in Indien gelegene römisch-katholische Diözese mit Sitz in Khammam.

## Geschichte
Das Bistum Khammam wurde am 18. Januar 1988 durch Papst Johannes Paul II. mit der Apostolischen Konstitution Perinde atque apostolicum aus Gebietsabtretungen des Bistums Warangal errichtet und dem Erzbistum Hyderabad als Suffraganbistum unterstellt.

## Territorium
Das Bistum Khammam umfasst den Distrikt Khammam im Bundesstaat Andhra Pradesh.

## Bischöfe von Khammam
- Joseph Rajappa, 1988–1989
- Marampudi Joji, 1991–1996, dann Bischof von Vijayawada
- Paul Maipan, 1997–2022
- Prakash Sagili, seit 2024